# Đóng băng trong khí quyển

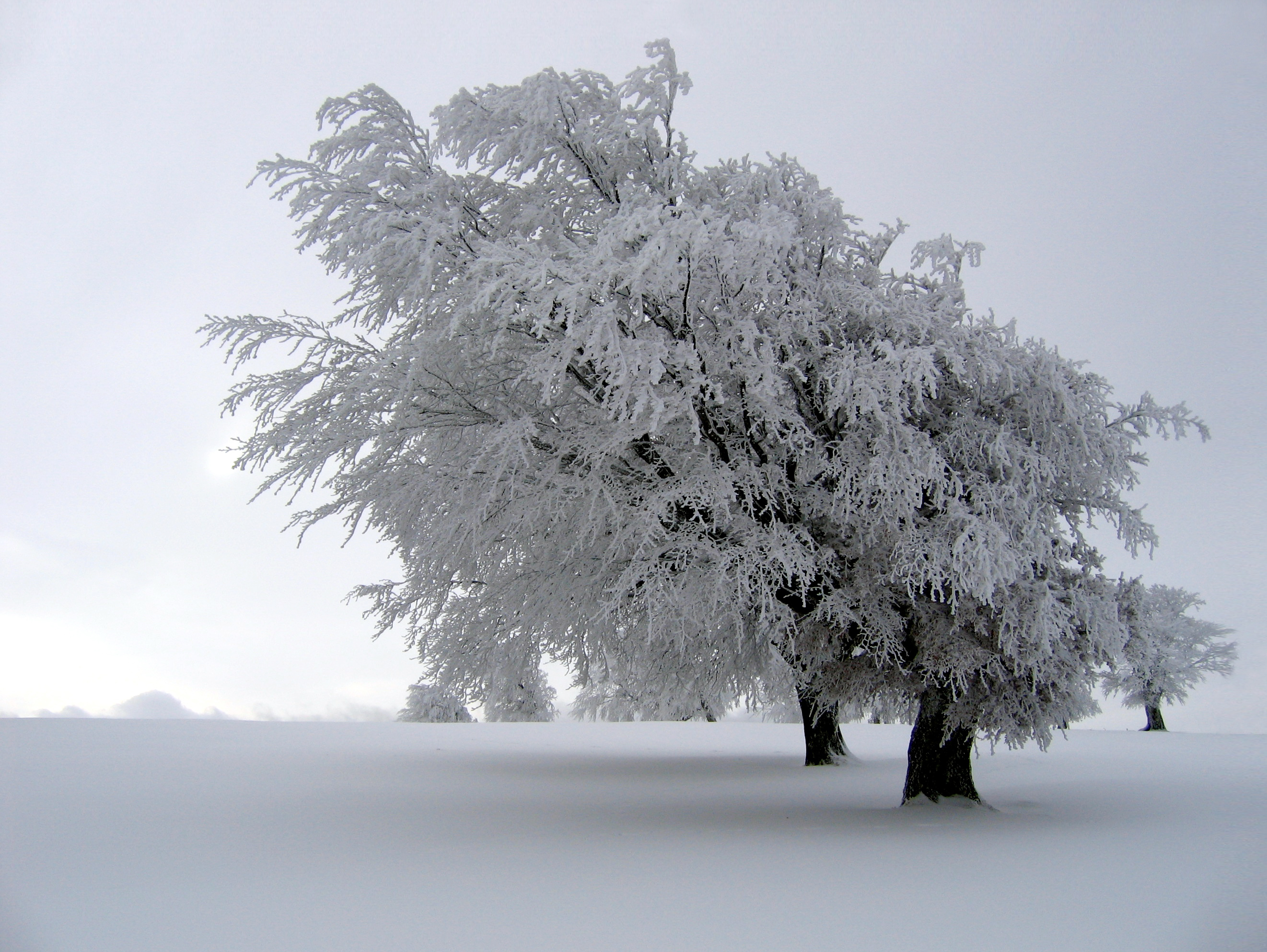
Hiệu ứng đóng băng trong khí quyển trên một cây.

Sự đóng băng trong khí quyển xảy ra khi các giọt nước nhỏ trong khí quyển đóng băng trên các vật mà chúng tiếp xúc. Điều này có thể cực kỳ nguy hiểm đối với máy bay, vì băng hình thành thay đổi tính khí động lực học của các bề mặt máy bay, điều này có thể làm tăng nguy cơ bị trôi dạt sau đó. Vì lý do này, hệ thống chống băng thường được coi là thành phần quan trọng của chuyến bay, và máy bay thường được làm tan băng trước khi cất cánh trong môi trường băng giá.
Không phải tất cả nước đóng băng ở 0 °C hoặc 32 °F. Nước dưới nhiệt độ này được gọi là siêu lạnh (supercool), và những giọt siêu lạnh này gây ra những vấn đề đóng băng trên máy bay. Dưới -20 °C (-4 °F), đóng băng là rất hiếm bởi vì những đám mây ở những nhiệt độ này thường chứa các hạt băng chứ không phải các giọt nước siêu lạnh. Dưới -48 °C (-54,4 °F), nước siêu lạnh không thể tồn tại, do đó đóng băng là không thể .
Đóng băng cũng xảy ra trên tháp, tuabin gió, thuyền, giàn khoan dầu, cây và các vật khác tiếp xúc với nhiệt độ thấp và các giọt nước. Tải băng là một nguyên nhân chính gây ra sự thất bại thảm khốc của đường dây điện trên không. Do đó, ước tính của chúng là rất quan trọng trong việc thiết kế kết cấu của các hệ thống đường dây điện. và có thể được thực hiện bằng các mô hình đóng băng số bao gồm dữ liệu khí tượng.

## Tai nạn hàng không
Một số vụ tai nạn máy bay được gây ra bởi băng. Trong các sự kiện khác đóng băng là một yếu tố góp phần.